# Capparis dielsiana
Capparis dielsiana là một loài thực vật có hoa trong họ Capparaceae. Loài này được Schltr. mô tả khoa học đầu tiên năm 1906.